# Geheimes Kabinett
Das Geheime Kabinett (italienisch Gabinetto Segreto)  bezeichnet einen Teil der Ausstellungsstücke des Archäologischen Nationalmuseums von Neapel. Es handelt sich dabei um Fundstücke aus der römischen Antike, die allesamt erotische Motive darstellen. Die meisten Fundstücke stammen aus Pompeji.
Bei den Fundstücken handelt es sich um Malereien, Fresken, Vasen, Plastiken und sogar erotische Einrichtungsgegenstände, wie eine Öllampe in der Gestalt eines Phallus. Aufgrund einer eigens aufgestellten Taxonomie konnte man pornographische von unpornographischen Fundstücken unterscheiden. So war die Sammlung ab 1821 gar nicht oder nur eingeschränkt der Öffentlichkeit zugänglich.

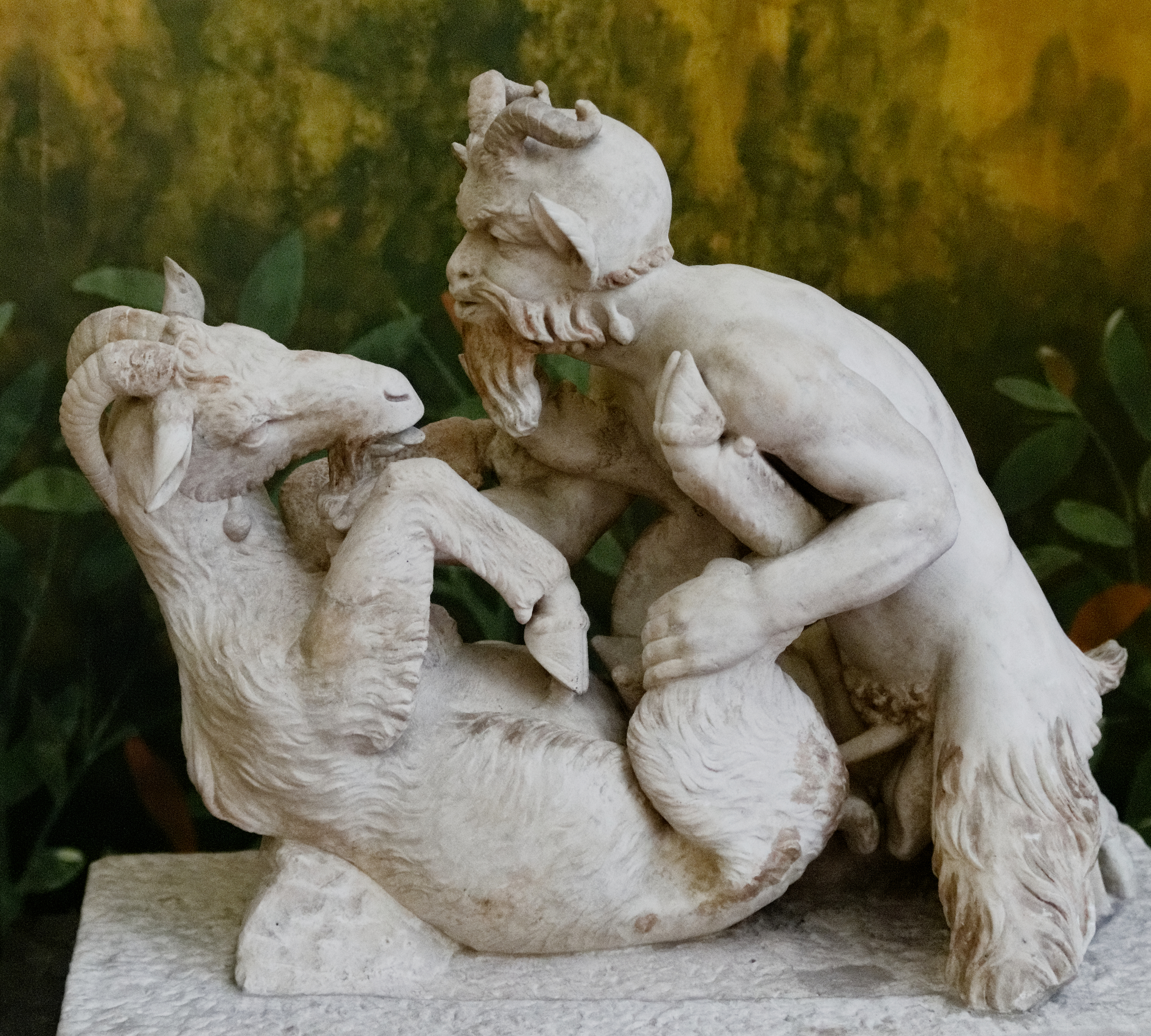
Kopulation von Pan mit einer Ziege
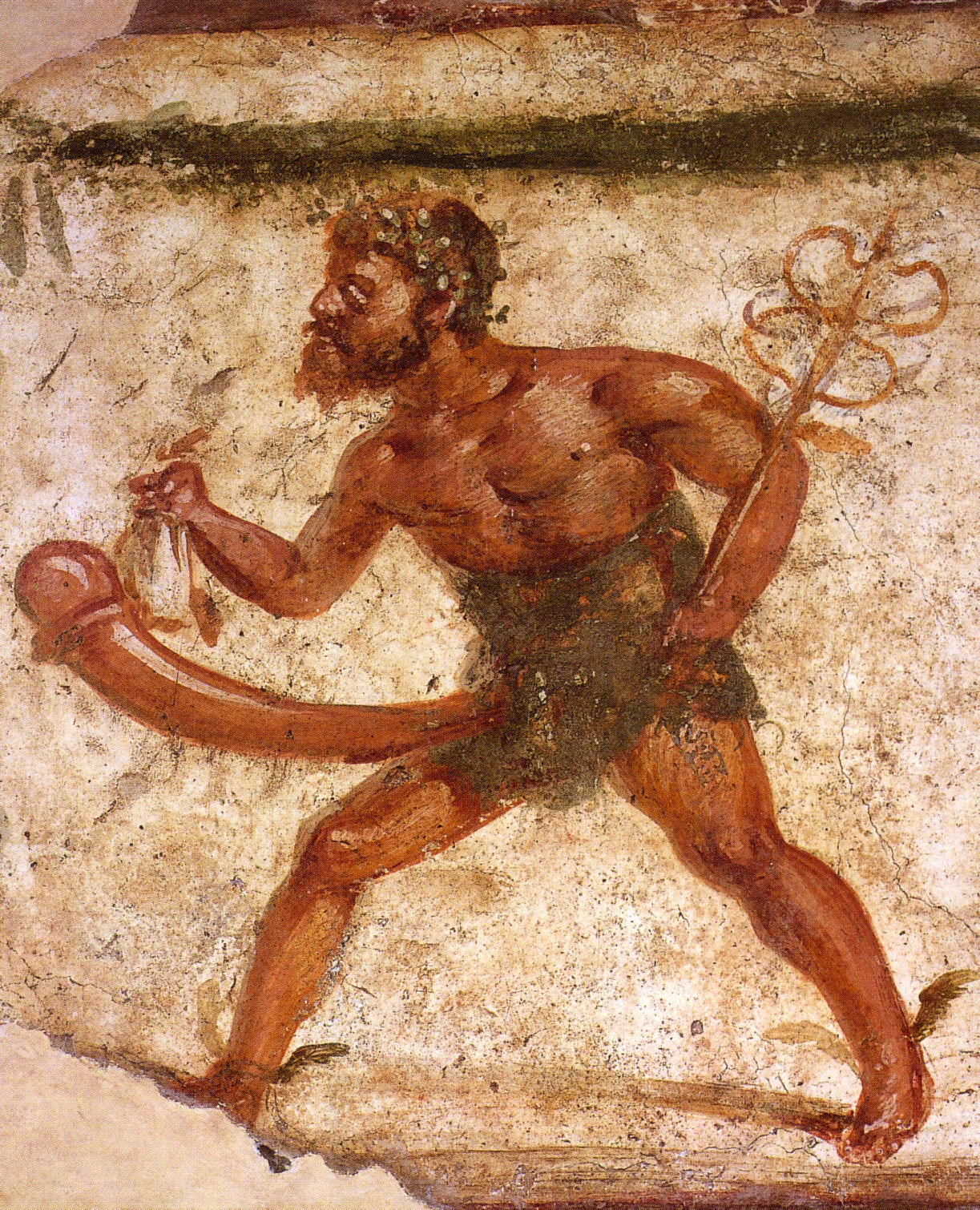
Mercurius mit Penis
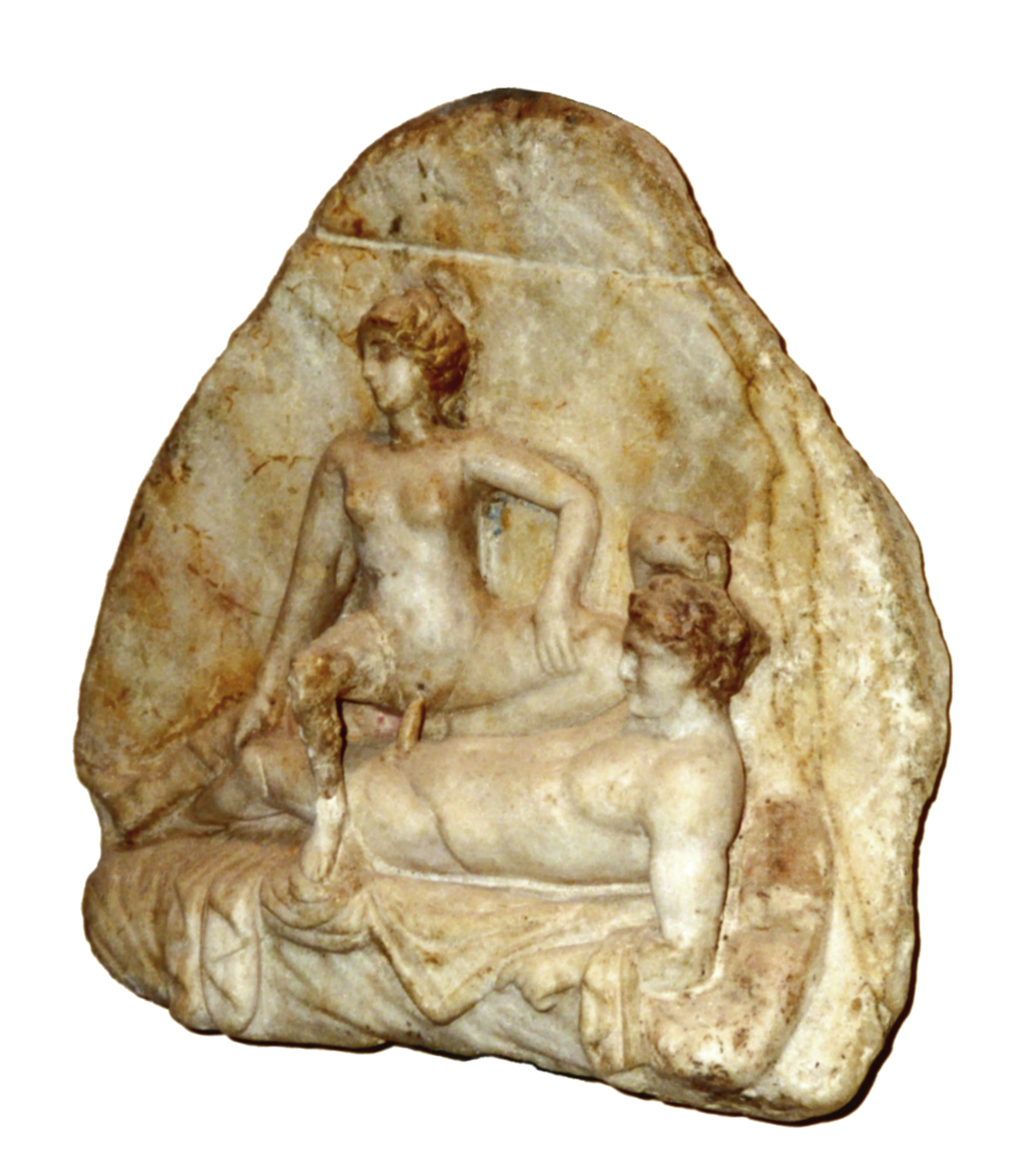
Erotisches Relief
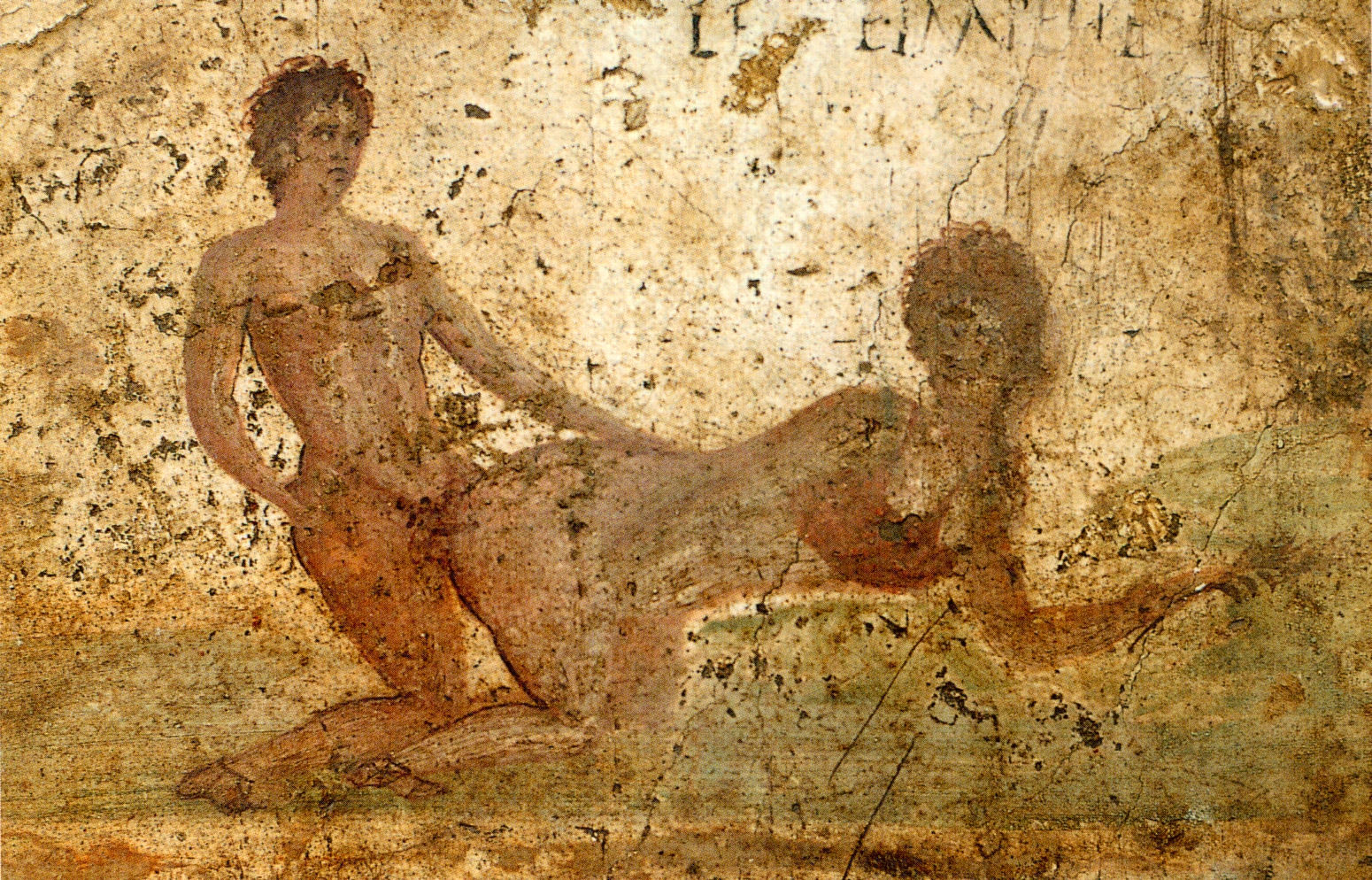
Erotische Darstellung, 1
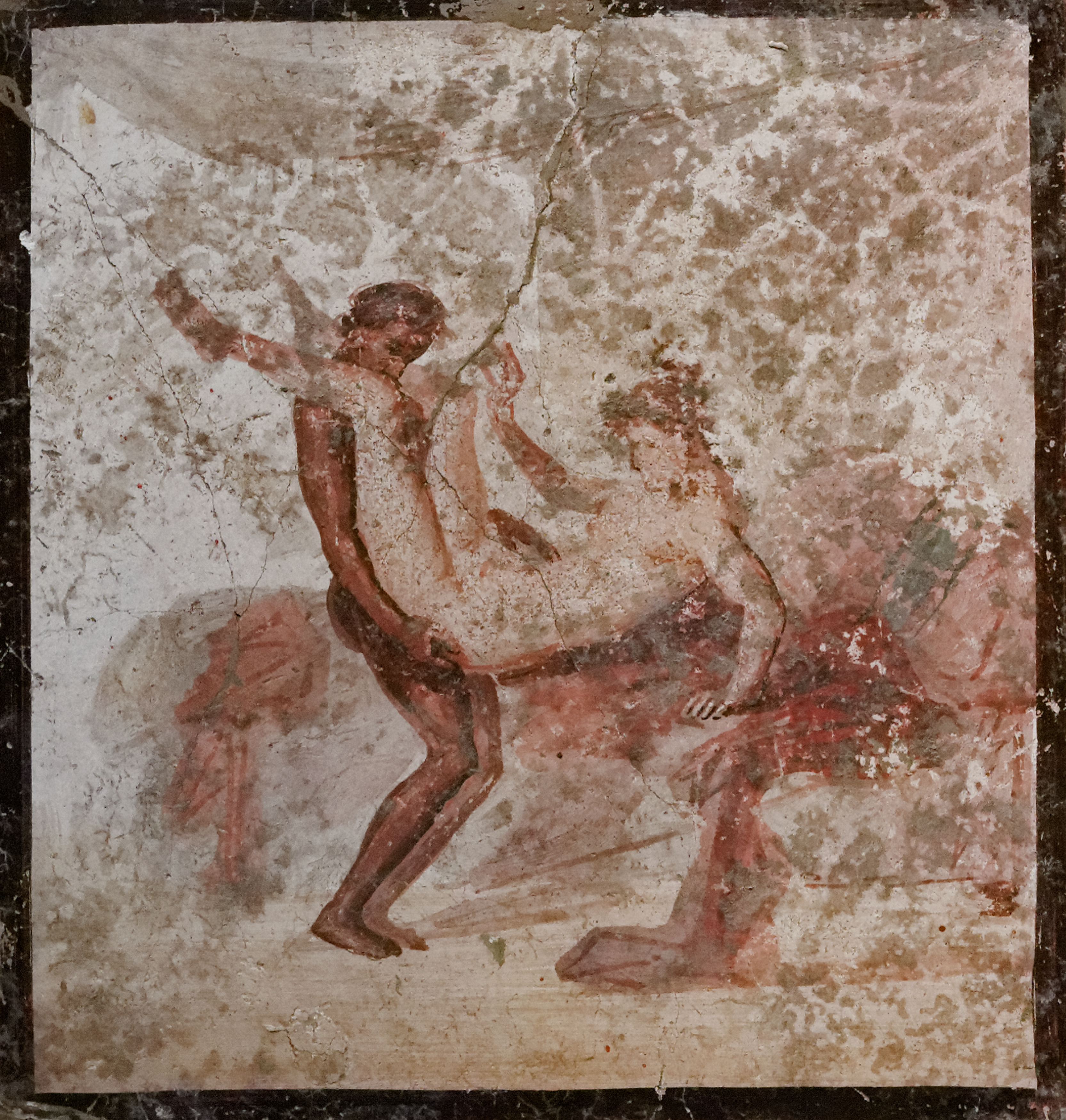
Erotische Darstellung, 2
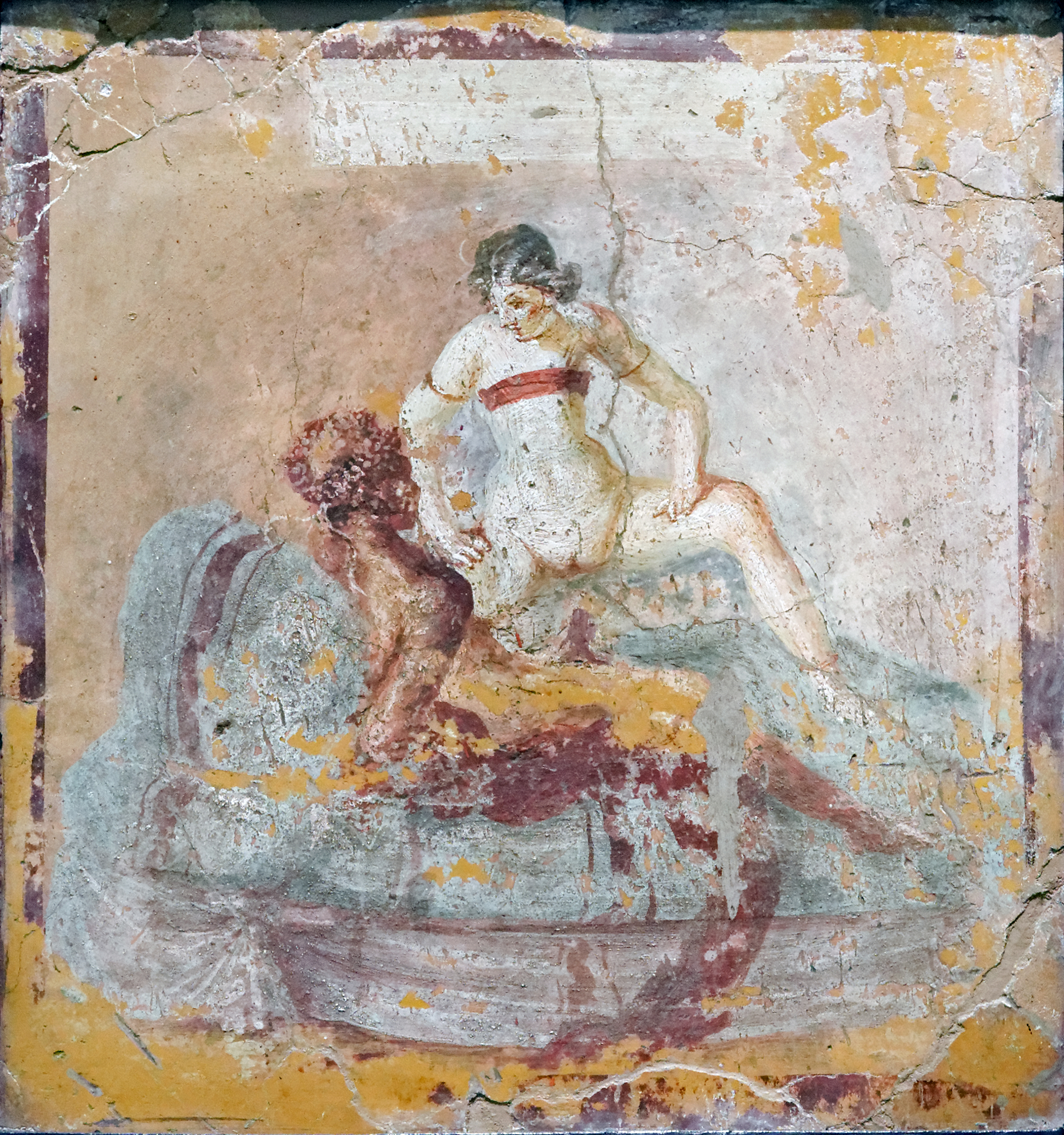
Erotische Darstellung, 3
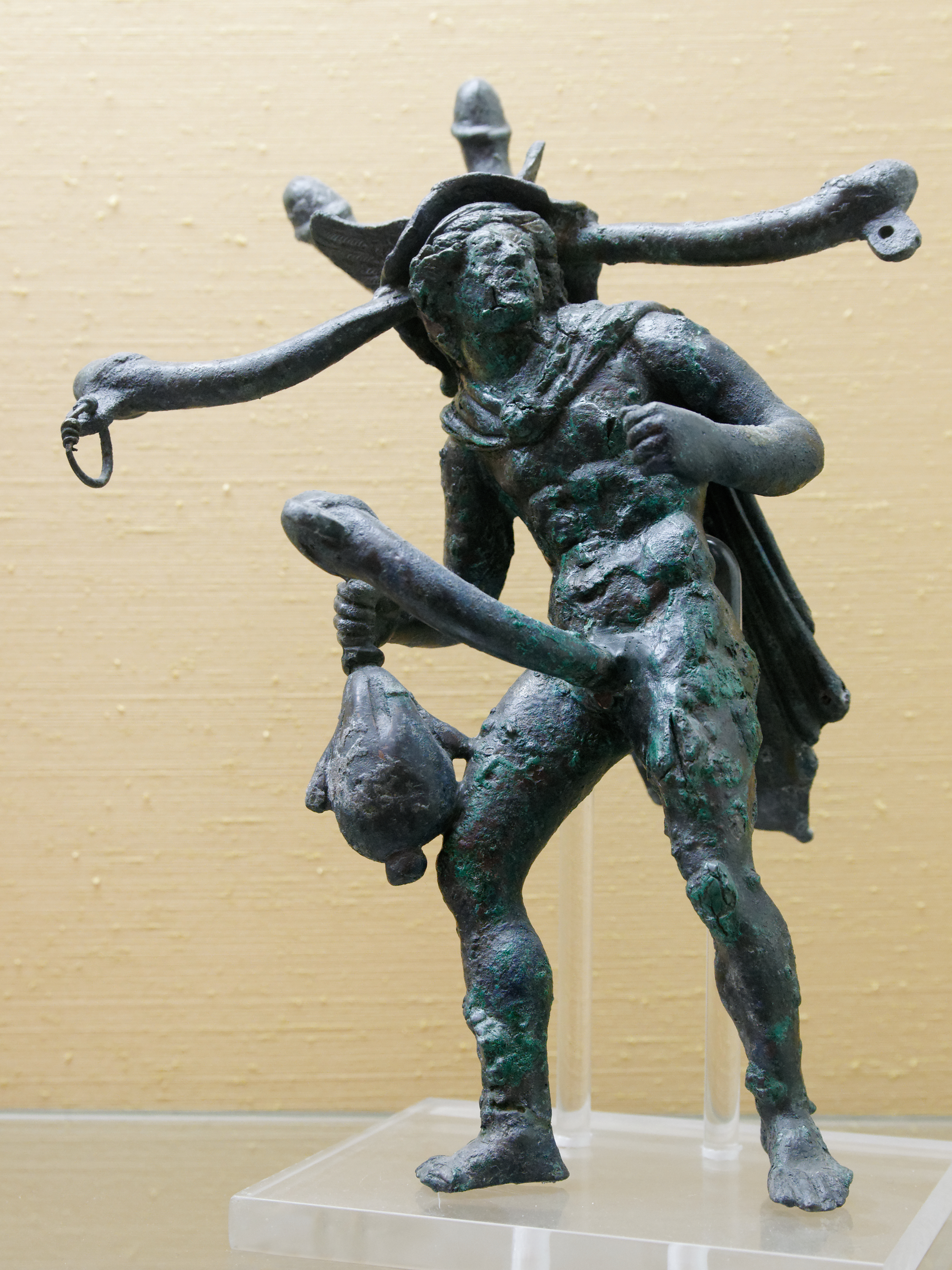
Mann mit erigiertem Glied
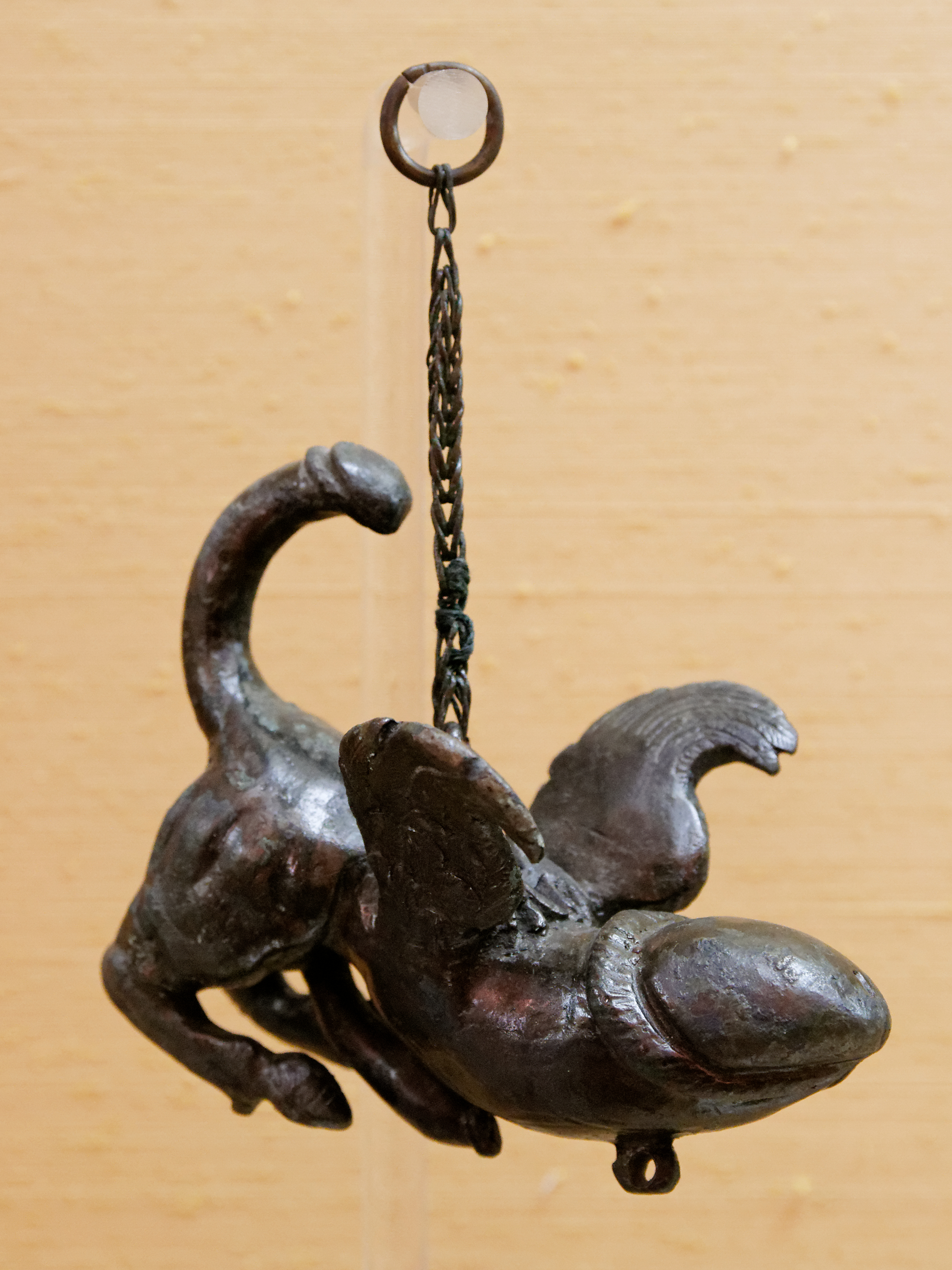
Fliegender Penis
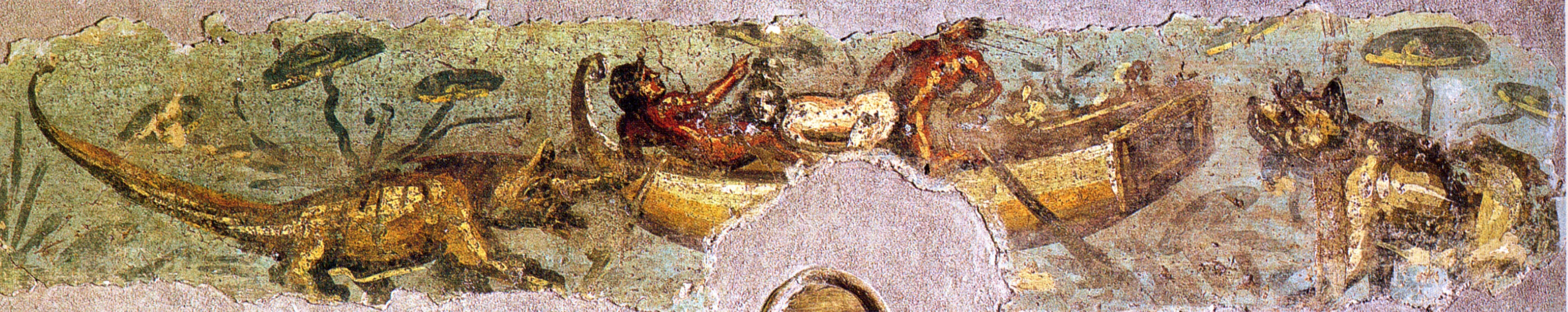
Eine erotische Schiffahrt
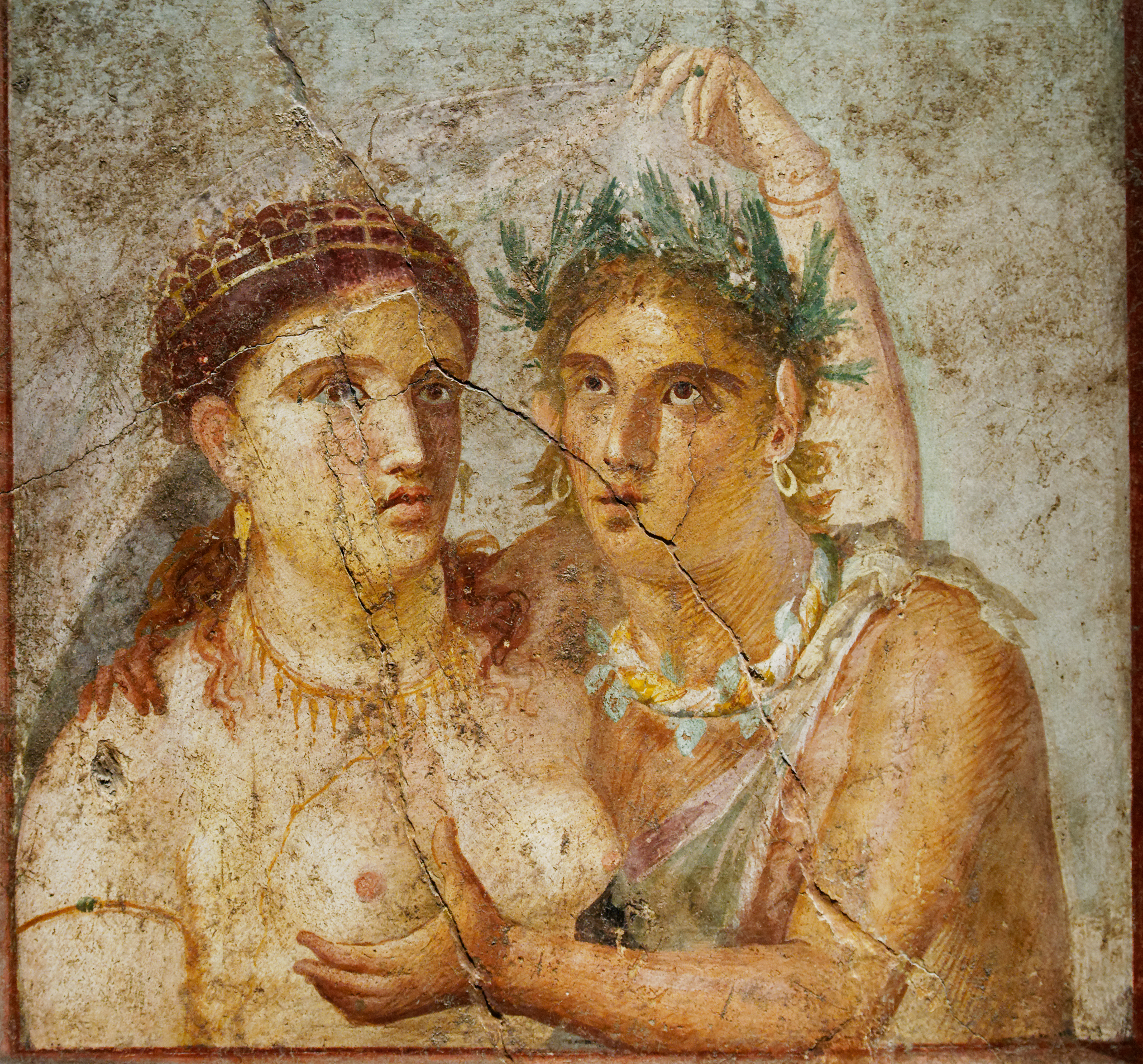
Austestung eines Busens